# Vallbona de les Monges
Vallbona de les Monges (em catalão e oficialmente) ou Vallbona de las Monjas (em castelhano) é um município da Espanha na comarca de Urgel, província de Lérida, comunidade autónoma da Catalunha. Tem 34,1 km² de área e em 2021 tinha 236 habitantes (densidade: 6,9 hab./km²).

## Demografia
| Variação demográfica do município entre 1991 e 2004 [carece de fontes?] | Variação demográfica do município entre 1991 e 2004 [carece de fontes?] | Variação demográfica do município entre 1991 e 2004 [carece de fontes?] | Variação demográfica do município entre 1991 e 2004 [carece de fontes?] |
| ----------------------------------------------------------------------- | ----------------------------------------------------------------------- | ----------------------------------------------------------------------- | ----------------------------------------------------------------------- |
| 1991                                                                    | 1996                                                                    | 2001                                                                    | 2004                                                                    |
| 289                                                                     | 272                                                                     | 268                                                                     | 264                                                                     |